# Rallycrossowe Mistrzostwa Świata

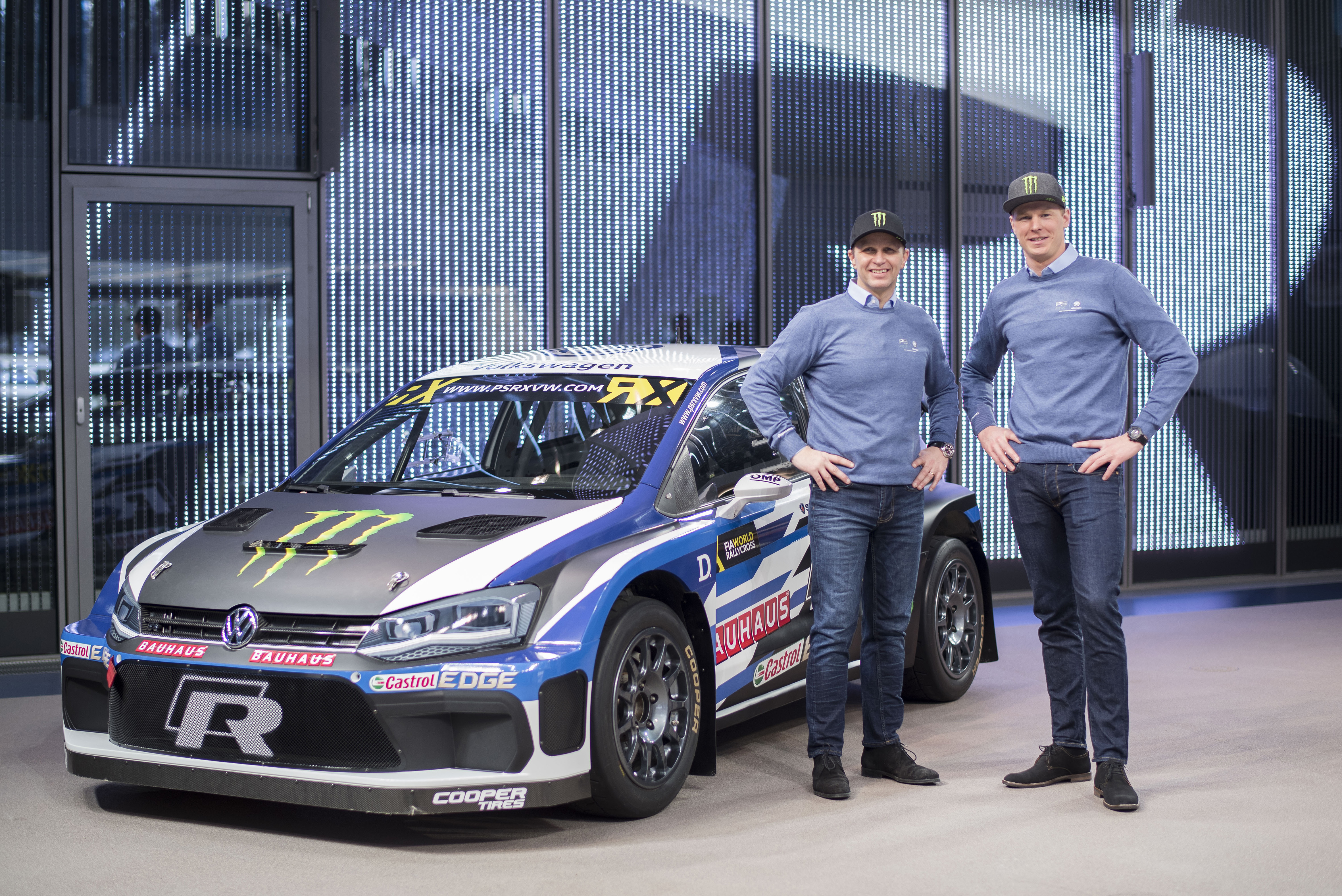
Mistrzowie świata Petter Solberg i Johan Kristoffersson w roku 2018 startowali w WRX samochodem Volkswagen Polo GTI R5

Rallycrossowe Mistrzostwa Świata (ang. FIA World Rallycross Championship, skrót WRX) – seria rallycrossowa o randze Mistrzostw Świata.

## Historia
Mistrzostwa Świata powstały w wyniku przekształcenia Mistrzostw Europy. Pierwszy sezon rozpoczął się w 4 maja 2014 w portugalskim Montalegre.

## Format
Mistrzostwa składają się dwudniowych imprez prowadzonych na torach o mieszanej powierzchni (głównie asfaltu i szutru). Każde wydarzenie składa się z:
- 4 serii biegów eliminacyjnych (Heat)
- 2 półfinały
- finał

Dwie serie biegów rozgrywane są jednego dnia, a drugiego dnia kolejne dwie serie, półfinały i finał. W każdym biegu startuje od 4 do 6 zawodników. Ich dystans wynosi 4 okrążenia. Po każdej serii ustalana jest klasyfikacja (niezależnie dla każdej serii) na podstawie czasów uzyskanych przez kierowców w swoich biegach (liczy się tu czas całego biegu, a nie pojedynczego okrążenia). Kierowcom przyznawane są punkty za pozycję w każdej serii według punktacji 50-45-42-40-39-38-37-.... Punkty te nie są przyznawane do klasyfikacji generalnej, a służą jedynie ustaleniu kolejności po czterech seriach biegów. 16 najwyżej sklasyfikowanych kierowców otrzymuje punkty według systemu:
| Pozycja | 1  | 2  | 3  | 4  | 5  | 6  | 7  | 8 | 9 | 10 | 11 | 12 | 13 | 14 | 15 | 16 |
| Punkty  | 16 | 15 | 14 | 13 | 12 | 11 | 10 | 9 | 8 | 7  | 6  | 5  | 4  | 3  | 2  | 1  |
| ------- | -- | -- | -- | -- | -- | -- | -- | - | - | -- | -- | -- | -- | -- | -- | -- |

Dwunastu najwyżej sklasyfikowanych zawodników awansuje do półfinałów. Każdy półfinał rozgrywany jest na dystansie 6 okrążeń. Za pozycje w półfinale przyznawane są punkty według klucza:
| Pozycja | 1 | 2 | 3 | 4 | 5 | 6 |
| Punkty  | 6 | 5 | 4 | 3 | 2 | 1 |
| ------- | - | - | - | - | - | - |

Trójka najlepszych zawodników z każdego półfinału awansuje do finału, który również rozgrywany jest na dystansie 6 okrążeń. Zwycięzca finału zostaje zwycięzcą rundy, nawet jeśli inny zawodnik zdobył w trakcie weekendu więcej punktów od niego. W Finale obowiązuje punktacja:
| Pozycja | 1 | 2 | 3 | 4 | 5 | 6 |
| Punkty  | 8 | 5 | 4 | 3 | 2 | 1 |
| ------- | - | - | - | - | - | - |

### Joker Lap
Na każdym torze znajduje się tzw. Joker Lap – alternatywny fragment toru. W każdym wyścigu zawodnik musi pojechać raz alternatywną trasą. Jego decyzją jest, kiedy to uczyni. Przejazd przez Joker Lap to ważny element taktyki i często pozwala awansować kierowcy, który utknął za wolniejszym rywalem.

## Kategorie
Obecnie prowadzone są dwie klasy: Supercar oraz RX2. Trzecią kategorię, elektryczną planowano wprowadzić w sezonie sezonie 2020, ale ostatecznie ogłoszono, że wprowadzenie Projekt E zostanie przesunięte na 2021 rok. Decyzja ma na celu dać producentom więcej czasu na zgłoszenie się do rozgrywek.

## Mistrzowie
| Sezon | Kategoria Supercars – kierowcy | Kategoria Supercars – kierowcy | Kategoria Supercars – kierowcy |                        | Kategoria Supercars – zespoły | Kategoria Supercars – zespoły |
| Sezon | Kierowca                       | Zespół                         | Samochód                       | Zespół                 | Samochód                      |                               |
| ----- | ------------------------------ | ------------------------------ | ------------------------------ | ---------------------- | ----------------------------- | ----------------------------- |
| 2014  | Petter Solberg                 | PSRX                           | Citroën DS3                    | Olsbergs MSE           | Ford Fiesta ST                |                               |
| 2015  | Petter Solberg                 | SDRX                           | Citroën DS3                    | Team Peugeot-Hansen    | Peugeot 208                   |                               |
| 2016  | Mattias Ekström                | EKS RX                         | Audi S1                        | EKS RX                 | Audi S1                       |                               |
| 2017  | Johan Kristoffersson           | PSRX Volkswagen Sweden         | Volkswagen Polo GTI            | PSRX Volkswagen Sweden | Volkswagen Polo GTI           |                               |
| 2018  | Johan Kristoffersson           | PSRX Volkswagen Sweden         | Volkswagen Polo R              | PSRX Volkswagen Sweden | Volkswagen Polo R             |                               |
| 2019  | Timmy Hansen                   | Team Hansen MJP                | Peugeot 208                    | Team Hansen MJP        | Peugeot 208                   |                               |

| Sezon | Kategoria RX Lite/RX2 | Kategoria RX Lite/RX2 | Kategoria RX Lite/RX2 |
| Sezon | Kierowca              | Zespół                | Samochód              |
| ----- | --------------------- | --------------------- | --------------------- |
| 2014  | Kevin Eriksson        | Olsbergs MSE          | OMSE RX Lite Car      |
| 2015  | Kevin Hansen          | Hansen Junior Team    | OMSE RX Lite Car      |
| 2016  | Cyril Raymond         | Cyril Raymond         | OMSE RX Lite Car      |
| 2017  | Cyril Raymond         | Cyril Raymond         | OMSE RX2 Car          |
| 2018  | Oliver Eriksson       | OMSE RX2 Car          | OMSE RX2 Car          |
| 2019  | Oliver Eriksson       | Olsbergs MSE          | OMSE RX2 Car          |

## Statystyki

### Zawody wygrane przez kierowców

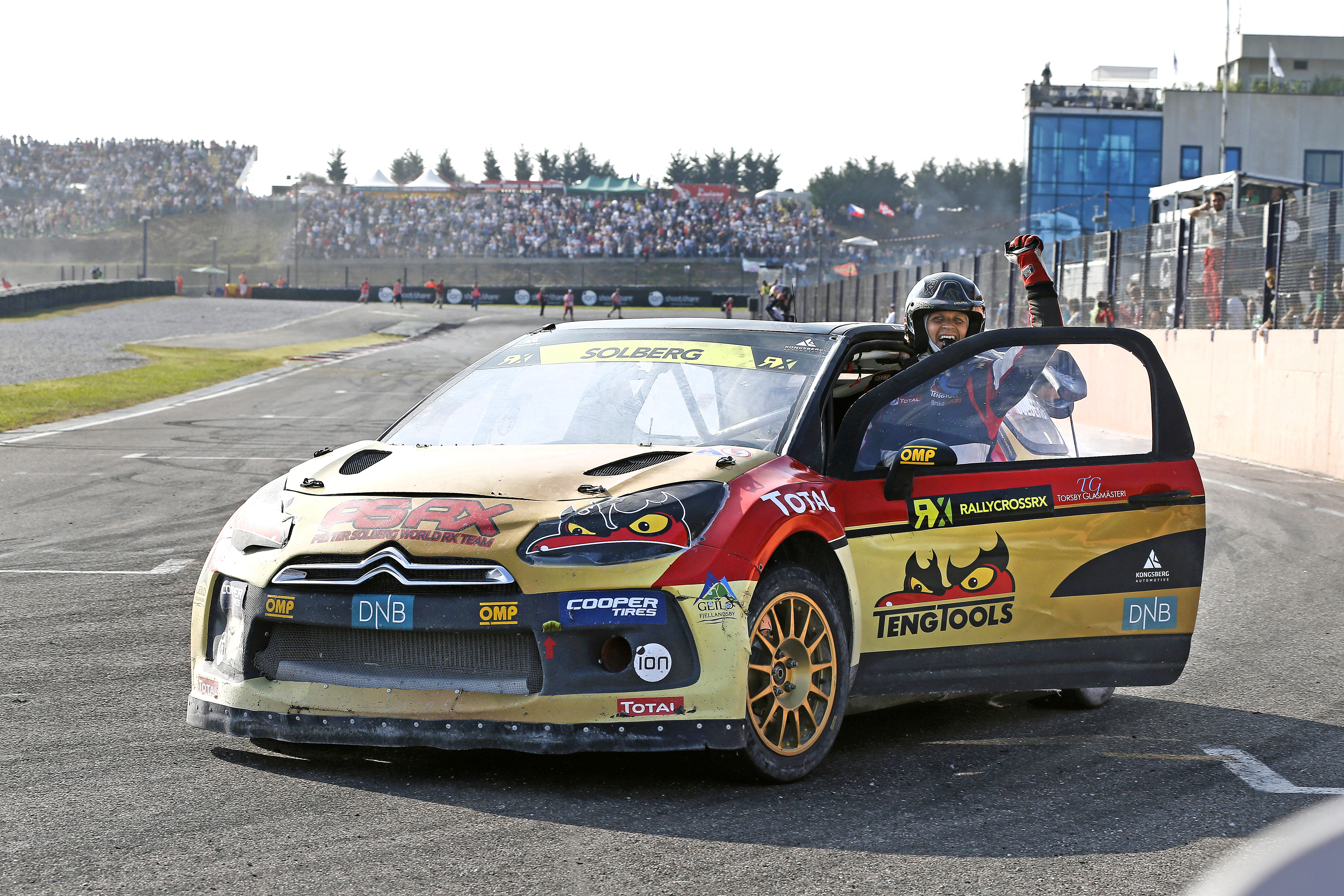
Zwycięzca dwóch pierwszych mistrzostw, Petter Solberg

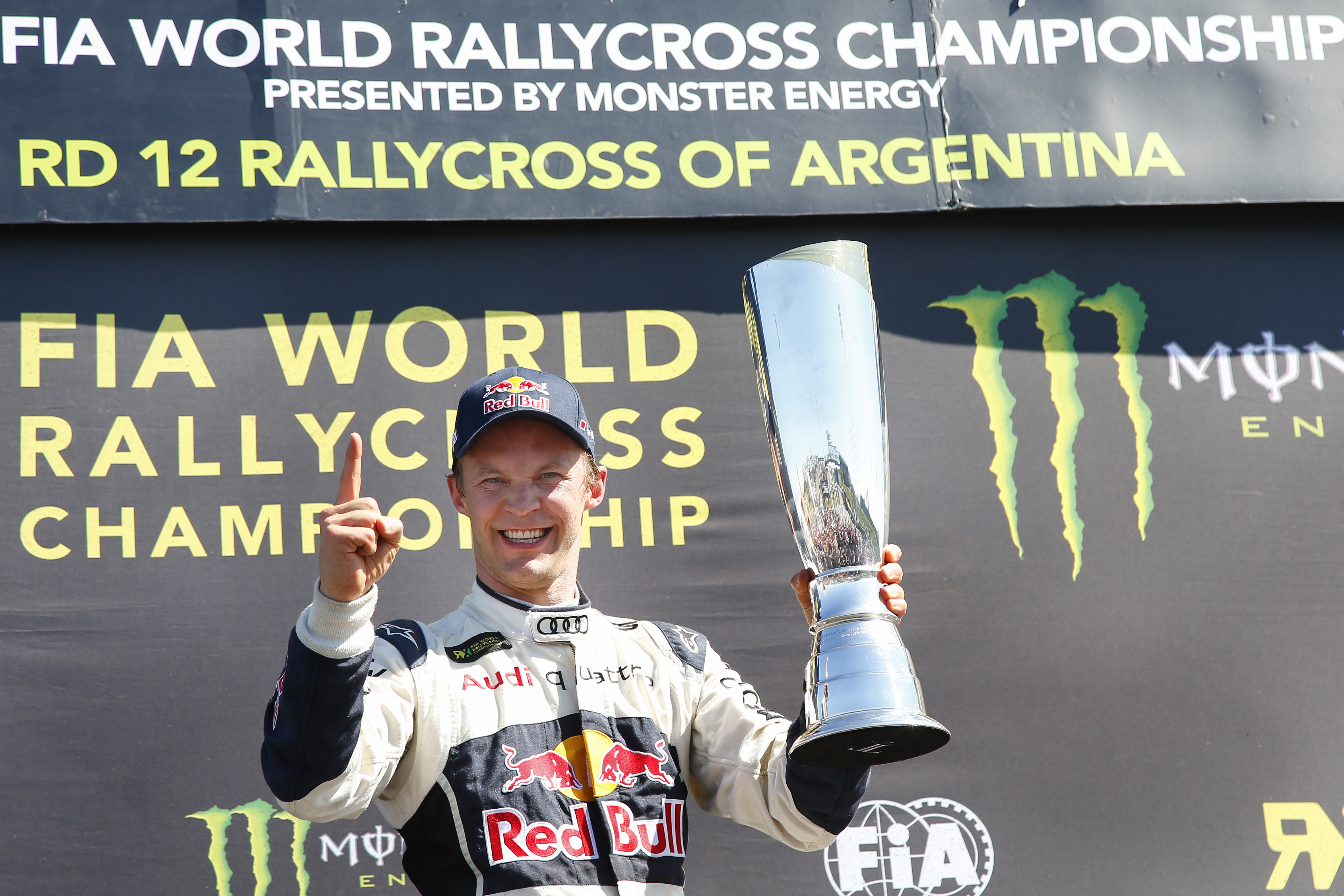
Mistrz w sezonie 2016, Mattias Ekström

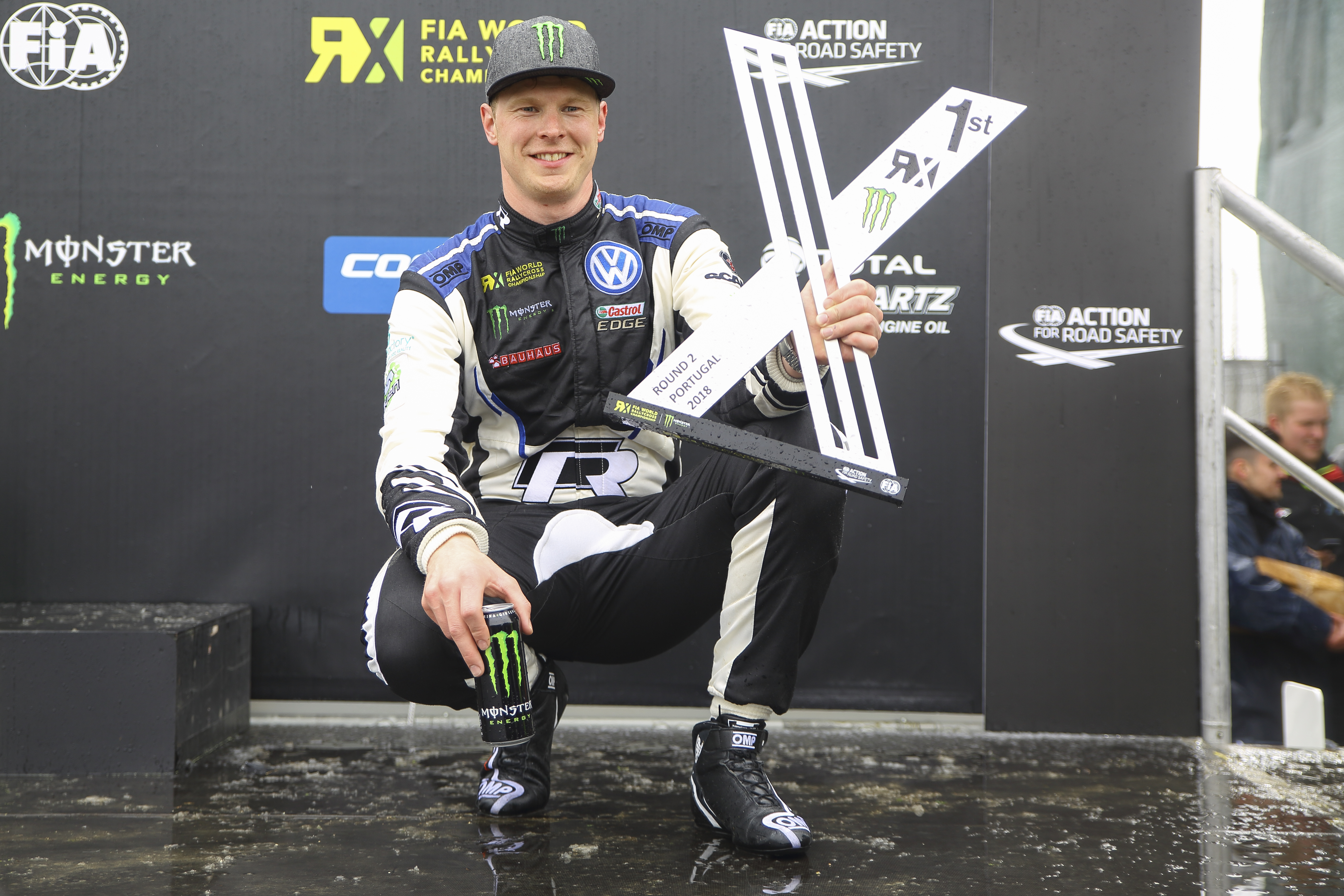
Mistrz w sezonach 2017-2018, Johan Kristoffersson

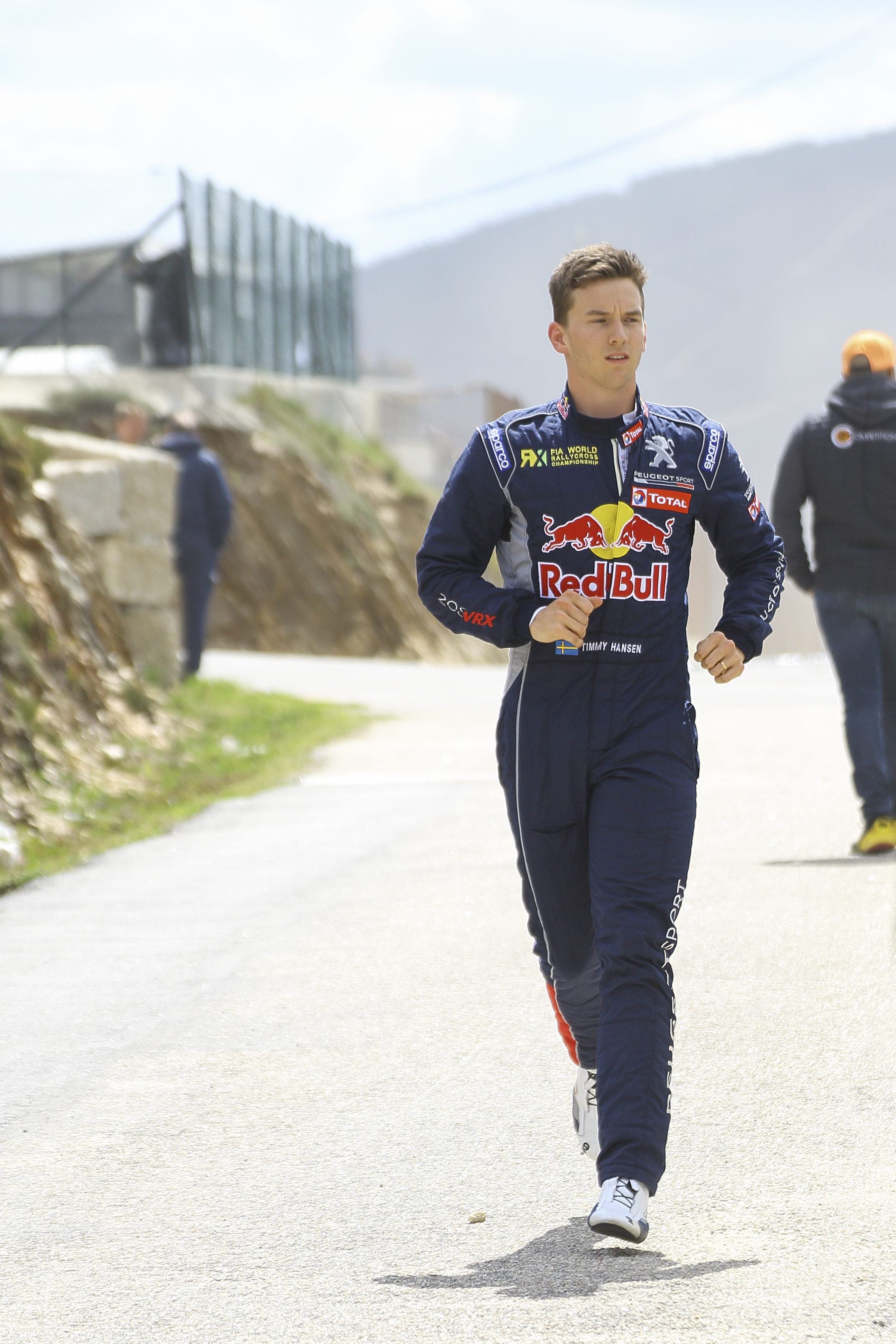
Mistrz w sezonie 2019, Kevin Hansen

Legenda
|             | Kierowca jest Mistrzem Świata      |
| Pogrubienie | Kierowca występował w sezonie 2019 |

| Wygrane | Kierowca             | Pierwsze zwycięstwo   | Ostatnie Zwycięstwo   |
| ------- | -------------------- | --------------------- | --------------------- |
| 20      | Johan Kristoffersson | 2015, Portugalia      | 2018, RPA             |
| 10      | Petter Solberg       | 2014, Portugalia      | 2017, Wielka Brytania |
| 10      | Mattias Ekström      | 2014, Szwecja         | 2017, Niemcy          |
| 9       | Timmy Hansen         | 2014, Włochy          | 2019, Łotwa           |
| 7       | Andreas Bakkerud     | 2014, Wielka Brytania | 2019, Kanada          |
| 2       | Davy Jeanney         | 2015, Niemcy          | 2015, Kanada          |
| 2       | Toomas Heikkinen     | 2014, Belgia          | 2015, Belgia          |
| 2       | Sébastien Loeb       | 2016, Łotwa           | 2018, Belgia          |
| 2       | Niclas Grönholm      | 2019, Norwegia        | 2019, RPA             |
| 1       | Kevin Hansen         | 2019, Abu Dhabi       | 2019, Abu Dhabi       |
| 1       | Reinis Nitišs        | 2014, Norwegia        | 2014, Norwegia        |
| 1       | Tanner Foust         | 2014, Finlandia       | 2014, Finlandia       |
| 1       | Robin Larsson        | 2015, Argentyna       | 2015, Argentyna       |
| 1       | Kevin Eriksson       | 2016, Niemcy          | 2016, Niemcy          |
| 1       | Timur Timerzyanov    | 2019, Belgia          | 2019, Belgia          |
| 1       | Sebastian Eriksson   | 2019, Szwecja         | 2019, Szwecja         |

### Liczba podiów przez kierowców
| Podia | Kierowca              |
| ----- | --------------------- |
| 30    | Petter Solberg        |
| 30    | Andreas Bakkerud      |
| 29    | Johan Kristoffersson  |
| 28    | Timmy Hansen          |
| 22    | Mattias Ekström       |
| 17    | Sébastien Loeb        |
| 8     | Toomas Heikkinen      |
| 8     | Reinis Nitišs         |
| 5     | Robin Larsson         |
| 5     | Kevin Hansen          |
| 5     | Timur Timerzyanov     |
| 4     | Niclas Grönholm       |
| 3     | Davy Jeanney          |
| 3     | Anton Marklund        |
| 2     | Ken Block             |
| 2     | Tanner Foust          |
| 2     | Kevin Eriksson        |
| 2     | Jānis Baumanis        |
| 1     | Andrew Jordan         |
| 1     | Liam Doran            |
| 1     | Timo Scheider         |
| 1     | Jean-Baptiste Dubourg |
| 1     | Jerome Grosset-Janin  |
| 1     | Joni Wiman            |
| 1     | Richard Göransson     |
| 1     | Sebastian Eriksson    |

### Wygrane zawody – samochody
| Zwycięstwa | Samochód        |
| ---------- | --------------- |
| 24         | Volkswagen Polo |
| 14         | Peugeot 208     |
| 11         | Audi S1         |
| 9          | Citroën DS3     |
| 6          | Ford Fiesta     |
| 3          | Ford Focus      |
| 3          | Hyundai i20     |
| 1          | Audi A1         |